# Herman e Katnip
Herman e Katnip foi uma série de curtas metragens feitas na era de ouro de animação americana, produzida no Famous Studios entre 1944 e 1959.

## Sinopse
As aventuras e desventuras do rato Herman e do gato Katnip. 

## Transmissão
A série começou a ser exibida no Brasil no início dos anos 60. A série não passou em Portugal. 

## Curiosidades
A série está relacionada com a dupla Tom and Jerry, no entanto, o gato Katnip é também pensado no Frajola dos Looney Tunes.